# Menominee, Michigan
Menominee är administrativ huvudort i Menominee County i den amerikanska delstaten Michigan. Enligt 2010 års folkräkning hade Menominee 8 599 invånare. I Menominee används Central Standard Time. Detta gäller även resten av countyt och tre övriga countyn i delstaten som gränsar till Wisconsin.